# Marlon Dinger
Marlon Dinger (* 16. Juni 2001 in Rastatt) ist ein deutscher Fußballspieler. Der Innenverteidiger steht derzeit beim Karlsruher SC II unter Vertrag.

## Karriere
Dinger begann seine Karriere beim SV Kuppenheim und wechselte im Alter von neun Jahren zum Karlsruher SC. Dort durchlief er sämtliche Jugendmannschaften bis zur U-19. In der Rückrunde der Saison 2019/20 stand er erstmals bei Zweitligaspielen im Profikader. Im Sommer reiste er mit der Profimannschaft ins Trainingslager, wo er in Testspielen erstmals für die Profimannschaft auf dem Platz stand. Während der Sommerpause unterzeichnete er einen bis 2022 datierten Profivertrag. Am 1. Spieltag der folgenden Zweitligasaison 2020/21 kam Dinger zu seinem ersten Profieinsatz, als er bei der 0:2-Niederlage gegen Hannover 96 von Trainer Christian Eichner in der 88. Spielminute für Robin Bormuth eingewechselt wurde. Ende September 2020 wurde Dinger in die fünftklassige Oberliga Baden-Württemberg an den 1. FC Bruchsal verliehen, um Spielpraxis zu sammeln. Da der Spielbetrieb aufgrund der COVID-19-Pandemie ab November 2020 nicht mehr fortgeführt werden konnte, konnte er nur ein Spiel absolvieren. Zur Sommervorbereitung 2021 kehrte Dinger zunächst zum KSC zurück. Er wechselte jedoch noch vor dem Beginn der Saison 2021/22 zur zweiten Mannschaft des FC-Astoria Walldorf, die in der Oberliga Baden-Württemberg spielte, kam in den folgenden anderthalb Jahren aber auch wiederholt für die erste Mannschaft in der Regionalliga Südwest zum Einsatz. Ende Januar 2023 wechselte er in die Oberliga Baden-Württemberg zur SG Sonnenhof Großaspach, ein halbes Jahr später ligaintern zum ATSV Mutschelbach.
Im Sommer 2024 zog sich Mutschelbach aus der Oberliga zurück und Dinger setzte seine Laufbahn bei der neugegründeten U23-Mannschaft des Karlsruher SC fort, die in der Verbandsliga Baden ihren Spielbetrieb aufnahm.